# Woonhart Zoetermeer
Woonhart Zoetermeer is een overdekt themawinkelcentrum in het centrum van Zoetermeer. Het winkelcentrum ligt tussen de Europaweg (zuid), Coppeliaschouw (west) , Orfeoschouw (noord) en de Ondineschouw (oost). Het L-vormige winkelcentrum dateert uit 1997, heeft een oppervlakte van 23.000 m², verdeeld over de kelder, begane grond en eerste verdieping en biedt ruimte aan zo'n 20 winkels en horecavoorzieningen. Het winkelcentrum beschikt over een parkeergarage in de kelder en een parkeerdek op de eerste verdieping.
Het postmoderne ontwerp van het centrum  met een opvallende stalen constructie in de galerij is van Groep 5 Architecten en Stedebouwers. Boven de woonboulevard zijn drie appartementengebouwen met de naam ‘De Planeten’.
Enige tijd wilde ontwikkelaar Provast het centrum transformeren tot de Holland Outlet Mall. Door protesten van omwonenden, winkeliers uit Zoetermeer en omliggende gemeenten en de Vereniging van Eigenaars van de boven het centrum gelegen appartementen 'De Planeten' zorgden ervoor dat de ontwikkelaar uiteindelijk de stekker uit het project trok. In september 2017 bliezen de gemeenteraad en het college van Burgemeester en Wethouders de plannen voor een outletcenter ook definitief af.
Door de plannen voor het outletcenter vertrokken de bestaande huurders uit het centrum, waardoor het Woonhart kampte met leegstand. Nadat de plannen waren afgeblazen werd het centrum grondig aangepakt, waarmee de leegstand werd teruggedrongen.